# Gen Kato
Gen Kato (japanisch 加藤 玄 Kato Gen; * 15. April 2003 in der Präfektur Aichi) ist ein japanischer Fußballspieler.

## Karriere
Gen Kato erlernte das Fußballspielen in der Jugend von Nagoya Grampus sowie in der Universitätsmannschaft der Universität Tsukuba. Seinen ersten Vertrag unterschrieb er am 1. Februar 2025 bei seinem Jugendverein Nagoya Grampus. Der Verein aus Nagoya spielt in der ersten japanischen Liga, der J1 League. Sein Erstligadebüt gab Gen Kato am 15. Februar 2025 (1. Spieltag) im Auswärtsspiel gegen Kawasaki Frontale. Bei der 4:0-Niederlage stand er in der Startelf und wurde in der 57. Minute gegen Keiya Shiihashi ausgewechselt.